# یوکی کوبوری
یوکی کوبوری (انگلیسی: Yuki Kobori؛ زادهٔ ۲۵ نوامبر ۱۹۹۳) ورزشکار ورزش شنا اهل ژاپن است.
وی در مسابقات کشوری و بین‌المللی در مجموع برندهٔ ۳ مدال طلا، ۳ مدال نقره، ۵ مدال برنز شده‌است.